# Natalie Alyn Lind
Natalie Alyn Lind (* 21. června 1999) je americká herečka, která se proslavila rolemi v seriálech Goldbergovi, Gotham a X-Men: Nová generace.

## Životopis
Natalie je nejstarší dcera producenta Johna Linda a herečky Barbary Alyn Woods. Má dvě mladší sestry, které se také živí herectvím, Alyviu a Emily.

## Kariéra
Před kamerami se poprvé objevila v seriálu One Tree Hill. Získala také vedlejší roli v komediálním seriálu stanice ABC Goldbergovi a hostující role v seriálech Myšlenky zločince, iCarly, Kouzelníci z Waverly a Flashpoint. Byla obsazena do role Silver St. Cloud v seriálu Gotham. V březnu roku 2017 získala jednu z hlavních rolí v seriálu stanice Fox X-Men: Nová generace.

## Filmografie

### Film
| Rok  | Název                   | Role               | Poznámky |
| ---- | ----------------------- | ------------------ | -------- |
| 2010 | Blood Done Sign My Name | Boo Tyson          |          |
| 2010 | Kaboom                  | oběť               |          |
| 2014 | Nekřič a toč            | Jacobovo kamarádka |          |

### Televize
| Rok       | Název                | Role                    | Poznámky                           |
| --------- | -------------------- | ----------------------- | ---------------------------------- |
| 2006      | One Tree Hill        | Alicia                  | díl: „All These Things I've Done"“ |
| 2008      | Army Wives           | malá Roxy LeBlanc       | díl: „Great Expectations"“         |
| 2010      | Flashpoint           | Alexis Sobol            | díl: „Skok do tmy“                 |
| 2010      | iCarly               | Bree                    | díl: „iSell Penny Tees“            |
| 2010      | Myšlenky zločince    | Kayla Bennett           | díl: „Útočiště“                    |
| 2010      | November Christmas   | pravnučka / pirátka     | TV film                            |
| 2011      | Kouzelníci z Waverly | Marisa                  | díl: „Kouzelníci vs. Andělé“       |
| 2012      | Playdate             | Olive Valentine         | TV film                            |
| 2013      | Dear Dumb Diary      | Claire Vanderhied       | TV film                            |
| 2013–2020 | Goldbergovi          | Dana Caldwell           | vedlejší role, 26 dílů             |
| 2014      | Nekřič a toč         | Jacobova kamarádka č. 4 |                                    |
| 2015      | Murder in the First  | Daisy                   | díl: „State of the Union“          |
| 2015      | Gotham               | Silver St. Cloud        | vedlejší role, 7 dílů              |
| 2016      | Chicago Fire         | Laurel                  | díl: „Nobody Else Is Dying Today"“ |
| 2017      | iZombie              | Winslow Sutcliffe       | díl: „Zombie Knows Best"“          |
| 2017–2019 | X-Men: Nová generace | Lauren Strucker         | hlavní role, 29 dílů               |
| 2019      | Daybreak             | Mavis                   | díl: „Canta Tu Vida"“              |
| 2019–2020 | Nepohádky            | Ashleys Rose Pruitt     | hlavní role (2. řada), 10 dílů     |
| 2020–2021 | Big Sky              | Danielle Sullivan       | hlavní role (1. řada), 7 dílů      |